# Elīna Garanča
Elīna Garanča (16. september 1976 i Riga i Lettiske SSR) er en lettisk mezzosopran operasangerinde. Hun har studeret ved Letlands Musikakademi i Riga, og har siden slutningen af 1990'erne været aktiv på flere internationale operascener, blandt andet på operaen i Frankfurt og Wien.
Garančas internationale gennembrud kom ved Festspillene i Salzburg i 2003, da hun sang rollen som Annio i Mozarts Titus. I 2008 sang hun Rosina i Gioacchino Rossinis Barberen i Sevilla på Metropolitan i New York City. Elīna Garanča har medvirket på flere lydoptagelser. Musikkritikeren Eva Redvall skriver i sin anmeldelse af Elīna Garančas musikalbum Bel canto (DG/Universal 2009), at "få vil kunne værge sig mod skønheden i Elīna Garančas mezzo og hjertet i hendes sang".
Elīna Garanča er siden den 15. marts 2007 Officer af Trestjerneordenen,